# Love Nature
Love Nature é um canal de televisão por assinatura canadense, de propriedade da Blue Ant Media. O canal é dedicado à natureza dando um olhar ao seu lado mais selvagem. Presente em Portugal e Brasil em alguns operadores de televisão paga. É irmão do canal ZooMoo Kids. Love Nature é um canal de televisão especializado canadense, de propriedade da Blue Ant Media. O canal transmite documentários e séries de televisão relacionadas a vida selvagem, flora, fauna e à natureza.

## História
Em agosto de 2005, John S. Panikkar (co-fundador do proprietário original do canal, High Fidelity HDTV), recebeu uma licença da Comissão Canadense de Rádio-Televisão e Telecomunicações (CRTC) para lançar o OasisHD, descrito como "uma empresa de programação especializada em alta definição da categoria ... apresentando paisagens urbanas e selvagens de cineastas canadenses e internacionais.
O canal foi lançado no Canadá em 12 de março de 2006 como Oasis HD, [2] com foco em programas de vida selvagem e natureza, semelhante ao seu formato atual.
Em 21 de dezembro de 2011, a HDTV de alta fidelidade anunciou que havia firmado um contrato a ser adquirido diretamente pela Blue Ant Media. Enquanto inicialmente comprava 29,9% da empresa, os 70,1% restantes seriam comprados uma vez aprovados pelo CRTC. [3]
No verão de 2014, o canal abandonou o apelido "HD" e foi renomeado como Oasis com um logotipo revisado e um novo site.
Em 19 de janeiro de 2015, o Oasis mudou de nome novamente, desta vez como Love Nature. A nova marca coincidiu com um anúncio da Blue Ant Media de que planejava produzir 200 horas de programação da natureza por ano em 4K Ultra HD. 
Em 14 de julho de 2008, os proprietários de HDTV de alta fidelidade anunciaram que haviam chegado a um acordo com o Cameron Thomson Group para distribuir o Oasis HD em toda a Europa. [5] Embora o canal não tenha sido lançado internacionalmente como planejado.
Em 14 de dezembro de 2015, a Blue Ant Media e a Smithsonian Networks anunciaram em conjunto que estavam em parceria com uma nova joint venture chamada Blue Skye Entertainment, com a nova empresa focada no desenvolvimento e distribuição de programas de vida selvagem e natureza 4K Ultra HD globalmente via SVOD e televisão linear serviços sob a marca Love Nature e o serviço de streaming independente da Smithsonian Network, Smithsonian Earth. [6] O primeiro lançamento do produto da nova empresa veio com o lançamento do serviço de streaming Love Nature SVOD, lançado em 32 países no lançamento, em fevereiro de 2016.

## Na América Latina
Em agosto de 2018, o canal chega na América Latina, lançando-se primeiramente no Brasil em alta definição (HD) e em 4K pela antiga NET, atual Claro TV+, sendo o primeiro canal com a resolução Ultra HD a ser lançado na operadora.
Em janeiro de 2019, o canal faz parceria com a TV Cultura, tendo seus documentários exibidos em TV aberta, no Planeta Terra.
Em 31 de março de 2020, a Claro TV+ retiraria a exibição junto com o ZooMoo Kids, porém os canais permaneceram na operadora por tempo ilimitado. Em 31 de outubro, o canal foi descontinuado nas operadoras de televisão por assinatura no Brasil.
O canal continua no ar na Pluto TV e seus títulos passaram a ser disponibilizados pelo antigo NOW, da Claro TV.
O Love Nature é disponibilizado como um centro de conteúdo dentro do serviço de streaming Prime Video.

## Concorrentes
Os concorrentes do canal são o Animal Planet da Discovery Networks, e o Nat Geo Wild se concentra focado em animais selvagens e exóticos, o Animal Planet incide mais sobre animais de estimação e animais domésticos.